# Tricyphona gigantea
Tricyphona gigantea är en tvåvingeart som först beskrevs av Alexander 1940.  Tricyphona gigantea ingår i släktet Tricyphona och familjen hårögonharkrankar. Inga underarter finns listade i Catalogue of Life.